# Trenetica
Trenetica is een kevergeslacht uit de familie van de boktorren (Cerambycidae). De wetenschappelijke naam van het geslacht werd voor het eerst geldig gepubliceerd in 1868 door Thomson.

## Soorten
Trenetica is monotypisch en omvat slechts de volgende soort:
- Trenetica lacrymans (Thomson, 1865)